# 5014 Горчаков
5014 Горчаков (5014 Gorchakov) — астероїд головного поясу, відкритий 19 вересня 1974 року.
Тіссеранів параметр щодо Юпітера — 3,160.